# North Tawton
North Tawton är en stad och civil parish i West Devon i Devon i England. Orten har 1 859 invånare (2011). Byn nämndes i Domedagsboken (Domesday Book) år 1086, och kallades då Tauetone/Tawetone/Tawetona.